# ギベリオブナ
ギベリオブナ（学名:Carassius gibelio）は、コイ目コイ科に属する淡水魚である。

## 定義
ミトコンドリアDNAによる系統解析により、フナ属はゲンゴロウブナ（Carassius cuvieri）、ヨーロッパブナ（Carassius carassius）の順に分岐したことが分かっている。残るフナ属について、最も古く命名されたのは長江の個体群を原種とするキンギョ（Carassius auratus）であるが、動物命名法国際審議会の裁定（Opinion 2027）によりアムール川の個体群をタイプ標本とする本種が保全名とされているため、1種とする場合には日本・長江・アムール川のフナ属全て、2種とする場合には最も古く分岐した。
2012年の研究で、mtDNAチトクロームb遺伝子分析から、本種はヨーロッパ-中国クレードとモンゴルグレードに別れており、単系統を形成していないことから、両グレードは別種である事が示唆された。
同研究で、ギベリオブナのシンタイプは全て失われていた事から、本種のネオタイプとなる標本が指定された。ネオタイプはヨーロッパ-中国クレードである。

## 分布
東アジアの温帯域が原産地。日本には元々いなかったが移入されて分布している。ヨーロッパにも食用に移入され現在ではアジア・ヨーロッパの温帯域に広く分布する。

## 形態

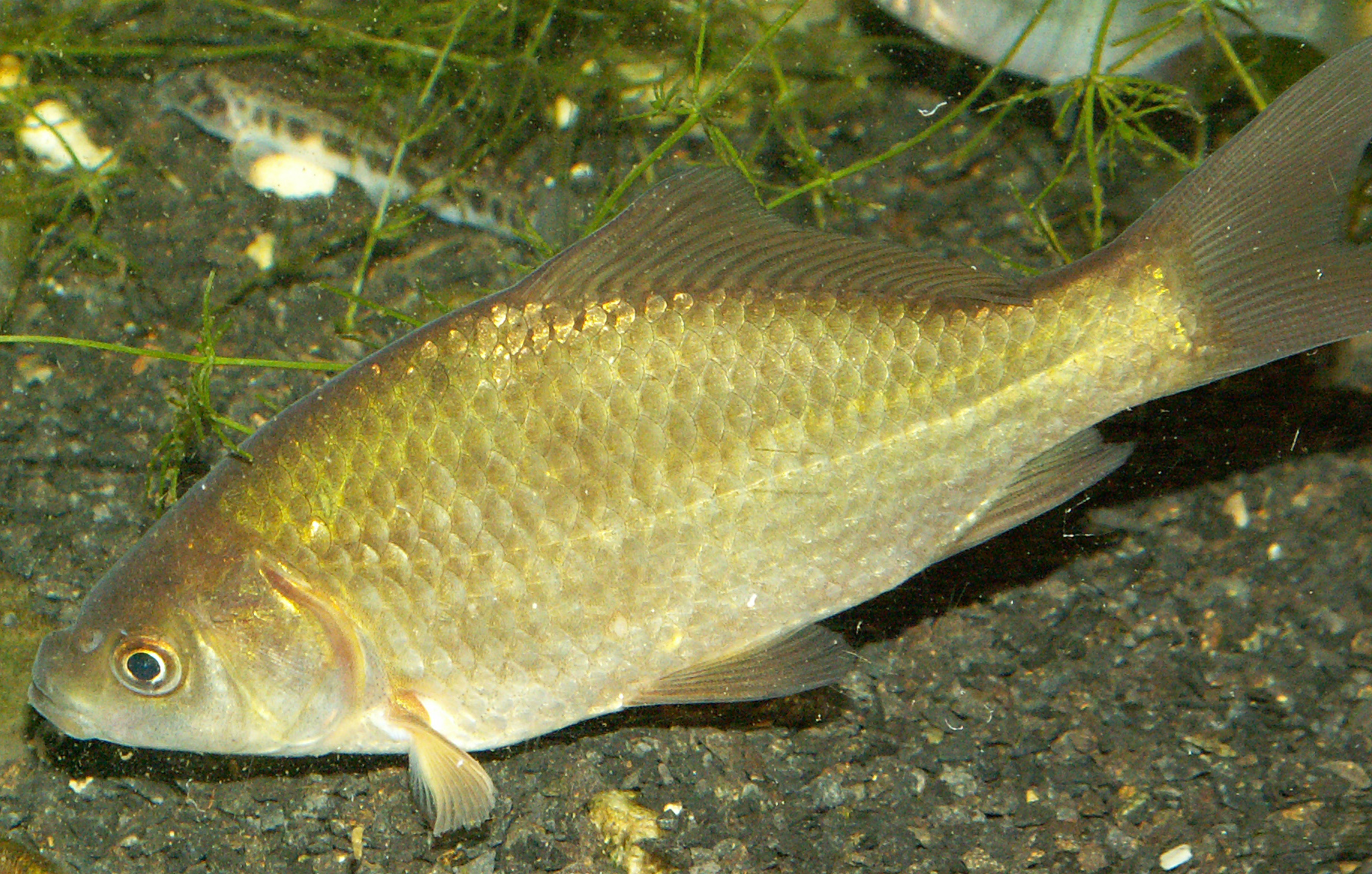
金色に色変わりした野生個体

最大で体長45cm、体重3kgになる。体色は普通は銀色だが金色や緋色の色変わりもある。

## 生態
雑食性でプランクトン、ベントス、水草、デトリタス、環形動物等を食べる。

## 人とのかかわり
中国などでは食用に養殖されている。